# Hendrik Verbrugge
Hendrik Verbrugge (Roeselare 24 september 1958) is een Belgisch medicus, schrijver en politicus voor de CVP en vervolgens de N-VA.

## Biografie
Verbrugge was tweede in een gezin van vijf kinderen. Hij volgde Latijns-Grieks aan het Klein Seminarie van Roeselare. Vervolgens studeerde hij geneeskunde (KULAK en KULeuven) en behaalde in 1983 het diploma in de genees-, heel- en verloskunde. In 1989 beëindigde hij zijn opleiding als specialist in de inwendige geneeskunde en de nefrologie. Sinds augustus 1989 werkt hij als internist-nefroloog in het Sint-Trudoziekenhuis in Sint-Truiden. In 2024 ging hij met pensioen. 
In Alken heeft Verbrugge zich geëngageerd in de lokale politiek: eerst als lid (eind 1991) en voorzitter van CVP-Alken (1994), vervolgens als schepen (van 1995 tot 2000). Van 1 januari 2001 tot en met 31 maart 2011 was hij burgemeester van deze gemeente. Sinds 1 april 2011 is hij ere-burgemeester van Alken. In 2012 werd hij voor  N-VA verkozen als provincieraadslid voor Limburg. Hij is ook lid van de raad van bestuur van de Universiteit Hasselt. In januari 2022 volgde hij Willy Claes op als voorzitter van de Associatie Universiteit-Hogescholen Limburg. In 2023 stapte hij onverwacht op, omwille van persoonlijke redenen. Tom Seurs volgde volgde hem op. Verbrugge verliet de politiek & verhuisde naar Brussel. 
Hendrik Verbrugge is gehuwd en vader van twee kinderen. Zijn dochter Sofie is schrijfster en nieuwslezer bij de radio op de VRT.